# Zygmunt Grzymała Bośniacki
Zygmunt August Jan Grzymała Bośniacki (ur. 29 marca 1837 w Krośnie, zm. 23 lipca 1921 w San Giuliano Terme) – polski balneolog, geolog, paleontolog i paleobotanik.

## Życiorys
Był synem Franciszki z domu Janickiej i Jana (burmistrza Krosna). Ochrzczono go 5 kwietnia 1837. Ukończył gimnazjum w Krakowie. W 1856 rozpoczął studia medyczne w Uniwersytecie Jagiellońskim. W 1862 uzyskał stopień doktorski (rozprawa "Mchy i torfowce na Tatrach, Pieninach i Beskidach rosnące"). Pozostawał wówczas pod silnym wpływem prof. Ludwika Zejsznera. Podjął pracę lekarza-balneologa w Iwoniczu Zdroju, gdzie zainicjował karpackie badania geologiczno-paleontologiczne. Był jednym z pionierów studiów paleoichtiologicznych osadów trzeciorzędowych w tym rejonie. Zgromadził zbiór ichtiofauny, liczący 114 gatunków (opracował go w Wiedniu w latach 1869–1870, ale zniszczył go potem pożar w Krośnie). Nowy zbiór (około 90 gatunków) zabrał do Włoch (wyjechał tam z uwagi na zły stan zdrowia), a jego część zachowała się w Muzeum Geologicznym Uniwersytetu w Pizie. W Iwoniczu wydawał ponadto czasopismo zatytułowane „Iwonicz w porze kąpielowej" (1870-1874).
Osiedlił się w rejonie Pizy (1874), w San Giuliano Terme. Zbudował tam willę „Belvedere", gdzie odbywały się częste spotkania przyrodników, artystów i emigrantów z Polski. Bywał tu m.in. Teofil Lenartowicz. Nazywana bywa do dziś Villa del Polacco. Pracował jako lekarz-balneolog, jednocześnie prowadząc badania paleoichtiologiczne. Wyniki swoich studiów publikował pod nazwiskiem Sigismondo de Bosniaski na łamach czasopisma „Processi Verbali della Società Toscana di Scienze Naturali" (został wybrany członkiem tego stowarzyszenia). W 1882 został też przyjęty, jako jeden z członków założycieli, do Société Geologica Italiana. Prowadził również badania paleobotaniczne kopalnej flory z serii Vernicano u stóp Monte Pisanino. W 1890 opisał szczegółowo litologię i kopalną florę górnej części Verrucano. Wydzielił ją pod nazwą warstw z San Lorenzo, a termin ten stosowany jest do dziś w litostratygrafii.
Jego działalność naukowa została spowolniona w latach 1895–1911, co związane było z pogorszeniem się zdrowia żony, chorej na płuca (zmarła 22 czerwca 1904). W 1911, wykorzystując wyniki swoich wieloletnich badań, napisał monografię "Flisz europejski". Na Xl Zjeździe Lekarzy i Przyrodników w Krakowie (1911) przedstawił podział stratygraficzny osadów trzeciorzędowych fliszu karpackiego na podstawie ichtiofauny. Podniósł wówczas tezę, że badania paleontologiczne tego fliszu, a głównie jego serii trzeciorzędowych, należy uważać za podstawę stratygrafii utworów fliszowych pasma alpejskiego Europy.
Został pochowany przy swojej żonie na Camposanto Suburbano Pisano w kwaterze 9 sekcji G, w monumentalnym grobowcu.

## Rodzina
Ożenił się z Elizą (Elżbietą) z domu Rulikowską (pseud. Julian Moers z Poradowa, 1837-1904), primo voto Tuszowską, poetką i dramatopisarką.